# Vasil a Teodor Pečerští
Svatí Vasil a Teodor Pečerští († 1098, Kyjev) byli pravoslavní monaši Kyjevskopečerské lávry a mučedníci.

## Hagiografie
Poté, co Teodor rozdal svůj majetek chudým, rozhodl se vstoupit do Kyjevskopečerské lávry. Usadil se ve Varjažské jeskyni poblíž Dálných jeskyní. Mnoho let zde žil asketickým životem, ale později začal litovat ztraceného majetku. Jeden z monachů Vasil mu nabídl svůj majetek, což odmítl a zůstal v monastýru. S Vasilem je poté pojilo silné přátelství.
Když Vasil na dlouhou dobu z povinnosti opustil lávru, vrátily se Teodoru staré myšlenky na majetek a vzpomněl si na legendu o zakopaném zlatu ve Varjažské jeskyni. Teodor poklad našel a chtěl odejít, avšak po návratu Vasila opustil svůj záměr. Poklad zakopal zpět do země.
O mnoho let později se Teodor odstěhoval do starého monastýru. Vasil se usadil v jeho jeskyni. Kníže Mstyslav Svjatopolkovyč se dozvěděl o pokladu a přikázal Teodoru, aby mu ukázal místo, kde se poklad nachází. Teodor odmítl pod skutečností, že zapomněl. Mstyslav nechal Teodora mučit a poté jej zakrváceného nechal pověsit vzhůru nohama nad ohněm. Vasila nechal zbít a rozhořčený na něj vystřelil šíp. Oba monaši zemřeli další noc. Pohřbeni byli ve Varjažské jeskyni a později přeneseni do Antonínových jeskyní.